# Правительство для граждан
«Правительство для граждан» (каз. «Азаматтарға арналған үкімет» мемлекеттік корпорациясы) — единый провайдер государственных услуг в Республике Казахстан, предоставляющий эти услуги по принципу «одного окна».
Единственным акционером корпорации является Министерство цифрового развития, инноваций и аэрокосмической промышленности Казахстана. Учредителем является Правительство Казахстана в лице Комитета государственного имущества и приватизации Министерства финансов Казахстана.

## История

### Создание Центров обслуживания населения
Послание Президента Республики Казахстан Н.А. Назарбаева народу Казахстана от 18 февраля 2005 года предусматривало открытие центра, предоставляющего государственные услуги по принципу «одного окна».

Создать центры обслуживания населения по принципу «одного окна», где можно в одном месте оформить паспорт, получить РНН, водительское удостоверение и т.д. В качестве эксперимента это можно сделать в Астане и Алматы уже в этом году.
Постановлением Правительства от 24 мая 2005 года в качестве пилотного проекта были организованы 2 центра обслуживания населения в Астане и 6 в Алматы.
5 января 2007 года Постановлением Правительства были созданы центры обслуживания населения (ЦОН) как государственные учреждения Министерства юстиции. На тот момент в 16 городах республики действовало 30 ЦОНов. С тех пор массовые центры обслуживания населения начали открываться и в районах.
15 января 2010 года постановлением Правительства центры обслуживания населения, находившиеся в ведении Комитета Министерства юстиции, были переданы в коммунальную собственность.
11 марта 2011 года постановлением Правительства центры обслуживания населения были переданы из коммунальной собственности обратно в республиканскую. Для управления ими при Министерстве связи и информации создан комитет. 11 ноября того же года постановлением Правительства при Комитете Министерства связи и информации создано Республиканское государственное предприятие на праве хозяйственного ведения «Центр обслуживания населения». В состав предприятия вошли 25 республиканских государственных учреждений.
8 декабря 2012 года в соответствии с Посланием Президента в Караганде был открыт первый в стране специализированный центр обслуживания населения, оказывающий услуги по регистрации автомобилей и выдаче водительских удостоверений.

### Создание НАО ГК «Правительство для граждан»
Одним из шагов, включённых в программу Президента Республики Казахстан «100 конкретных шагов» от 20 мая 2015 года, стало создание государственной корпорации «Правительство для граждан». Государственная корпорация, по образцу «Service Canada» в Канаде и «Centrelink» в Австралии, стала единым поставщиком государственных услуг, объединив все Центры обслуживания населения в единую систему, что позволяет гражданам Казахстана получать государственные услуги в одном месте.
Постановлением Правительства Республики Казахстан № 39 от 29 января 2016 года было объявлено об объединении республиканских государственных предприятий на праве хозяйственного ведения «Центр обслуживания населения» Комитета связи, информатизации и информации Министерства по инвестициям и развитию Республики Казахстан, «Центр по недвижимости» Министерства юстиции Республики Казахстан, «Научно-производственный центр земельного кадастра» Комитета по делам строительства, жилищно-коммунального хозяйства и управления земельными ресурсами Министерства национальной экономики Республики Казахстан и Государственного казенного предприятия «Государственный центр по выплате пенсий» Министерства здравоохранения и социального развития Республики Казахстан с целью создания некоммерческого акционерного общества «Государственная корпорация „Правительство для граждан“» со 100 % участием государства в уставном капитале.
7 апреля 2016 года на основании данного постановления Правительства Республики Казахстан было создано Некоммерческое акционерное общество «Государственная корпорация „Правительство для граждан“» путем реорганизации вышеуказанных государственных предприятий.
Приказом Министра юстиции Республики Казахстан № 820 от 30 сентября 2022 года с 1 июля 2023 года «Служба регистрации актов гражданского состояния» (РАГС) передана из местных исполнительных органов в «Государственную корпорацию „Правительство для граждан“». При этом порядок подачи заявления о регистрации брака остался без изменений. Её осуществляют районные и городские отделы РАГС. Одной из основных причин передачи функций РАГС государственной корпорации стало низкое качество оцифровки электронной базы данных РАГС.

## Услуги
- Предоставление государственных услуг
- Предоставление технических условий на подключение к сетям субъектов естественной монополии или на увеличение объема регулируемых услуг
- Предоставление технических условий на подключение к сетям субъектов естественной монополии
- Предоставление услуг субъектов квазигосударственного сектора
- Государственная регистрация юридических лиц в форме коммерческих организаций и учетная регистрация их филиалов и представительств
- Оформление кадастрового паспорта объекта недвижимости и государственная регистрация прав на земельный участок
- Организация пенсионных выплат за счет средств единого накопительного пенсионного фонда, выплата адресной социальной помощи и иных выплат
- Регистрация актов гражданского состояния[9]

## Время работы
Приём заявлений и предоставление готовых результатов государственных услуг через Государственную корпорацию осуществляется с 9:00 до 18:00 с понедельника по пятницу, за исключением выходных и праздничных дней, в соответствии с Трудовым кодексом Республики Казахстан. Дежурные подразделения Государственной корпорации, оказывающие услуги населению, работают с понедельника по пятницу с 9:00 до 20:00, по субботам с 9:00 до 13:00.

## Председатели правления
1. Ереншинов Данияр Кагазбекович (2016—2017)
2. Абылайхан Есенович Оспанов (2017—2019)
3. Балташева Асемгуль Сериковна (2019—2021)
4. Кожыков Адиль Галымжанович (2021—2022)
5. Суениш Толеханович Абдильдин (2022—2023)
6. Арман Шоканович Кенжегалиев (2023-)